# Olleros de Paredes Rubias
Olleros de Paredes Rubias ist ein spanischer Ort in der Provinz Palencia der Autonomen Gemeinschaft Kastilien und León. Olleros de Paredes Rubias gehört zu Berzosilla, es befindet sich drei Kilometer westlich vom Hauptort der Gemeinde. Olleros de Paredes Rubias ist über die Straße PP-6212 zu erreichen.

## Weblinks

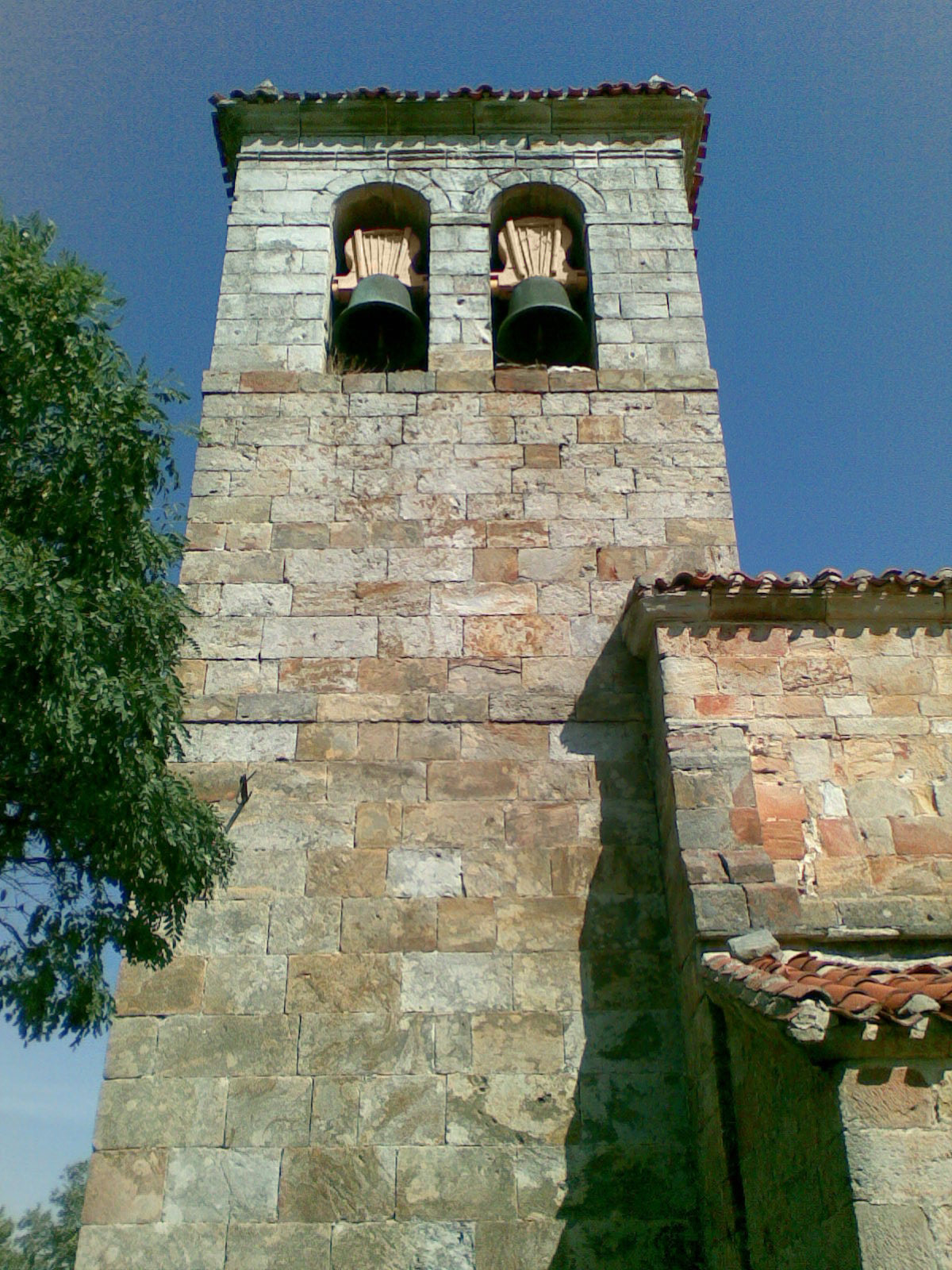
Turm der Kirche San Juan Bautista

## Sehenswürdigkeiten
- Barocke Kirche San Blas